# آلان سنو
آلان سنو (بالإنجليزية: Alan Snow)‏ (1959، كنت في المملكة المتحدة)؛ كاتب للأطفال، كاتب، فنان، رسام توضيحي وروائي بريطاني.